# With a Little Help from My Friends
With a Little Help From My Friends (Lennon/McCartney) är en låt av The Beatles från LP:n Sgt. Pepper's Lonely Hearts Club Band, som gavs ut i England 1 juni och USA respektive 2 juni 1967. Låten spelas i filmen Across the Universe.

## Låten och inspelningen
With a Little Help From My Friends (ibland enbart kallad A Little Help From My Friends) ligger som spår nr 2 på den första sidan av LP:n Sgt. Pepper's Lonely Hearts Club Band 1967. Den följer direkt som medley efter titellåten. Paul McCartney introducerar sångaren Ringo Starr under pseudonymen Billy Shears (ett namn som återkommer i texten till låten I'm The Greatest - skriven av John Lennon - på LP:n Ringo 1973).
Låten spelades in den 29 och 30 mars 1967 med producenten George Martin på hammondorgel) . Ringo Starr anses här göra en av sina bästa sånginsatser och hans något sträva sång har av kritiker setts som intressant kontrast till den ganska gripande texten, som till stor del ansågs hänsyfta på haschrökning (I get high with a little help from my friends osv).
Redan på sommaren 1967 blev låten en hit i en coverversion med duon The Young Idea. Senare blev den känd i en mer långsam men tungt rockig och hymnliknande coverversion med Joe Cocker. Cocker gjorde stor succé med låten på Woodstockfestivalen och låten blev något av en signatur för hippiegenerationen.
I Cockers version hade textraden på första strofen ändrats från What would you think if I sang out of tune till What would you do if I sang out of tune. Denna ändring har senare blivit standard, men i både Beatles' och The Young Ideas versioner sjunger man think och inte do. På senare år sjunger t.o.m. Ringo Starr do i stället för think.

## Listplaceringar, Joe Cocker
| Lista (1968-1969) | Position               |
| ----------------- | ---------------------- |
| Australien        | 8 (Go Set)             |
| Danmark           | 2 (DR "Top 20")        |
| Finland           | 36                     |
| Flandern          | 8                      |
| Frankrike         | 3                      |
| Irland            | 2                      |
| Kanada            | 36 (RPM)               |
| Nederländerna     | 1                      |
| Norge             | 5                      |
| Nya Zeeland       | 12 (NZ Listner)        |
| Schweiz           | 1                      |
| Storbritannien    | 1                      |
| Sverige           | 6 (Kvällstoppen)       |
| Sverige           | 8 (Tio i topp)         |
| USA               | 68 (Billboard Hot 100) |
| Vallonien         | 1                      |
| Västtyskland      | 3                      |
| Österrike         | 6                      |